# Figueira da Foz
Figueira da Foz là một huyện thuộc tỉnh Coimbra, Bồ Đào Nha. Huyện này có diện tích 379 km², dân số thời điểm năm 2001 là 62601 người.
Figueira da Foz nằm ở cửa sông Mondego, cách Coimbra 40 km về phía tây, và được bao bọc bởi những ngọn đồi (Serra da Boa Viagem). Thành phố Figueira da Foz phù hợp có dân số 46.600. Đây là thành phố lớn thứ hai trong tỉnh Coimbra.
Đây là một thành phố ven biển với nhiều bãi biển, bãi biển và các cơ sở cảng biển trên bờ Đại Tây Dương. Là một thành phố du lịch, nó đóng một vai trò quan trọng ở trung tâm của đất nước. Một khu cờ bạc hợp pháp, người ta có thể tìm thấy ở Figueira một trong những sòng bạc lớn nhất của bán đảo Iberia - Casino Figueira.